# 布必力
布必力 KC（1965/66年—），加拿大政治人物和律師，1996年至2001年間以卑詩新民主黨黨員身份擔任卑詩省議會新西敏選區議員，2000年2月至11月任職卑詩省專上教育、培訓及科技廳長兼專責青年事務廳長，2000年11月至2001年6月則任該省律政廳長兼專責人權事務廳長。

## 生平
布必力於西門菲沙大學修讀歷史和政治學，從該校取得文學士學位，後到維多利亞大學法學院深造並取得法學學士學位，1993年5月14日取得卑詩省執業律師資格，2013年再從卑詩大學彼得·埃拉德法學院取得法學碩士學位。從政前他曾供職於西敏社區法律服務協會。
他於1993年聯邦大選代表新民主黨競逐國會下議院北溫哥華選區議席，得票僅達第四名而告落選。1996年省選他則代表卑詩新民主黨贏取省議會新西敏選區議席，接替卸任該區省議員的安妮塔·哈根。他獲任命為省長簡嘉年的議會秘書，但隨著簡嘉年捲入醜聞，布必力亦於1999年7月辭去該項職務。
杜新志於2000年2月就任省長後，委派布必力出任專上教育、培訓及科技廳長兼專責青年事務廳長。他於同年11月則改任律政廳長兼專責人權事務廳長，接替因無意於翌年省選競逐連任而被撤掉內閣職務的白安德。當時新民主黨民望低落，布必力亦於2001年省選敗予自由黨候選人梅麗喬，未能連任新西敏選區省議員。
布必力其後供職道格拉斯學院，在該校任教犯罪學課程。他曾任該校理事會的教職員代表，後則任該校教育委員會主席，並藉此出任理事會當然成員。他亦於母校西門菲沙大學擔任犯罪學客席教授。